# Масиниса
Масиниса (на латински: Massinissa, Masinissa; на гръцки: Massanasses; * 238 пр.н.е.; † 149 пр.н.е.) е първо цар на масилите или източните нумиди и по-късно цар на цяла Нумидия (201 до 149 пр.н.е.). От 213 до 206 пр.н.е. той е съюзник с Картаген, след това с римляните. На края той е голям противник на пуните.
Масиниса е син на княз Гала (или Гая; † 207 пр.н.е) от племето на масилите. Младежките си години прекарва в Картаген и там се сгодява със Софонисба, дъщеря на Хасдрубал, синът на генерал Гискон.
Масиниса умира преди започването на Третата пуническа война на 90 години. По негово желание Сципион Млади разделя царството му между тримата му сина Миципса, Гулуса и Мастанабал.
Дядо е на крал Югурта, сина на Мастанабал.